# هوبینگن
هوبینگن (به آلمانی: Hübingen) یک شهر در آلمان است که در وستروالدکرایس واقع شده‌است. هوبینگن ۵۴۳ نفر جمعیت دارد.